# Bukovinai székelyek

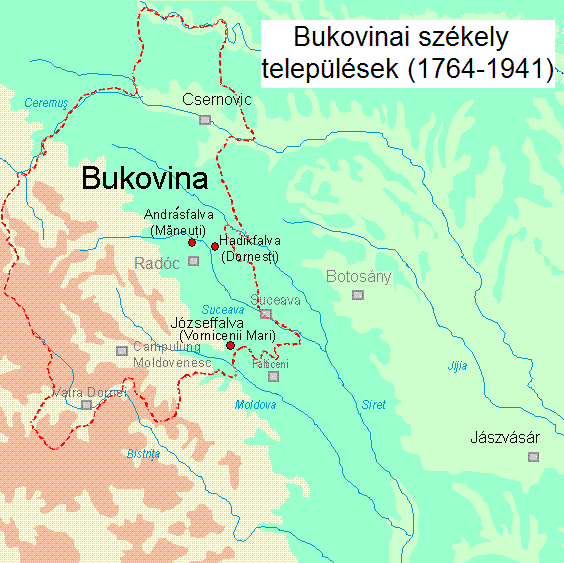

A bukovinai székelyek magyar népcsoport, mely egykor Bukovinában telepedett le. Őseiket Hadik András tábornok gyűjtötte össze a Moldvában szétszóródott székelyek közül. Öt falut népesítettek be a 18. század végétől egészen 1941-ig, amikor a magyar kormány a Jugoszláviától visszakerült területére telepítette őket.

## Történetük
Amikor 1764-ben Mária Terézia újraszervezte a határőrséget, Székelyföldön az erőszakos sorozás a madéfalvi vérengzésbe torkollott: osztrák katonák lemészároltak több száz székelyt, mert azok megtagadták a hadseregbe való bevonulást. Ezek után több ezer székely menekült át a keleti határon Moldvába, és részben a csángók között telepedett le.
Miután a Habsburg Birodalom 1774-ben megszerezte Bukovinát, az osztrák-porosz háborúban kitűnt Hadik András tábornok (Berlin megsarcolója) összegyűjtötte a Moldvában szétszóródott székelyek egy részét, és letelepítette őket Bukovina öt falujában. Így alakult ki a bukovinai székelység.
Az alapított falvak: Istensegíts, Fogadjisten (1776), Hadikfalva, Józseffalva (1785), Andrásfalva (1786).
1883-ban az Al-Duna mellé Hertelendyfalva, Sándoregyháza és Székelykeve községekbe települt mintegy 4 000 ember. Ezt a népességmozgást szokásosan kirajzásnak nevezik.
Ugyanebben az évben az Arad vármegyei Gyorokra, 1888–1892 között és 1910-ben Dévára, 1892-ben Vajdahunyadra, 1900-ban Babsára (Temes vármegye), Vicére (Szolnok-Doboka vármegye), Magyarnemegyére (Beszterce-Naszód vármegye), 1905-ben Marosludasra (Torda-Aranyos vármegye), 1910-ben a Hunyad vármegyei Sztrigyszentgyörgyre és Csernakeresztúrra még további 2500 – 3000  telepes költözött.
Vannak olyanok is, akik Kanadába és Brazíliába vándoroltak ki. Kanadában 1905–1914 között több farmertelepet hoztak létre, például: Hapkins, Székelyföld, Máriavölgy, Hamilton, Regina, Punnichy, Esterhazy. Brazíliában: Boldogasszonyfalva (1924).

### A második világháború hatása

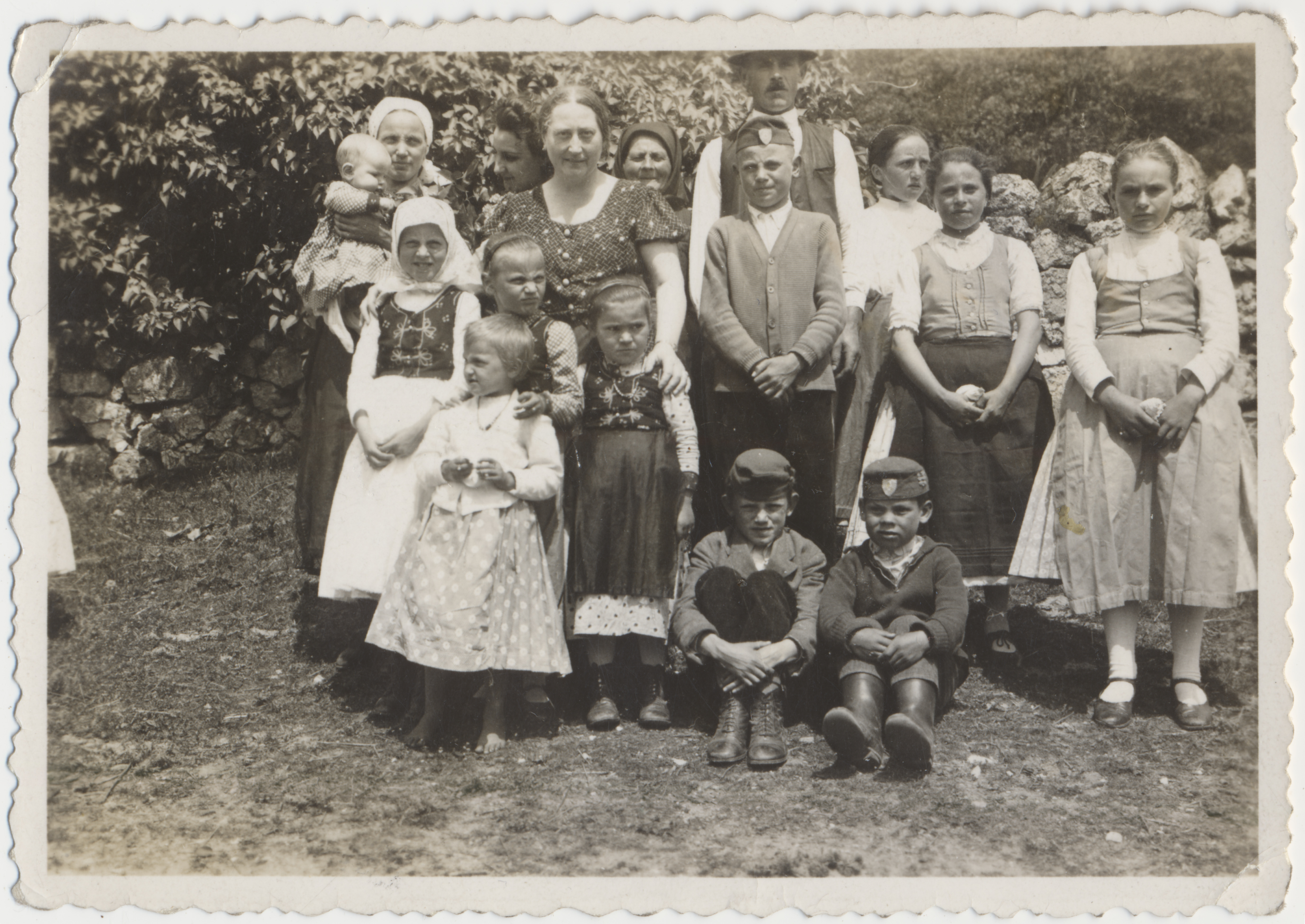
Bukovinai székelyek Bácskában, 1940

A bukovinai székelyek maradékát a magyar kormány 1942-ben a Vajdaságba telepítette, Szabadka (Bácsjózseffalva), Újvidék és Topolya környékére, az 1920 után betelepített, és Bácska visszafoglalása után elmenekült dobrovoljácok helyére. (Nagyon kevesen Bukovinában maradtak, róluk a Dévára szakadt, és Bukovinában őseik sírját felkereső székely utódok a '90-es évek elején még hallottak.)
1944 őszén a Bácskába érkeztek Josip Broz Tito partizánjai, mögöttük a korábban elmenekült szerbek. A bukovinai székelyeknek megint menekülniük kellett, a háborús telet a Dunántúlon vészelték át (Fejér, Győr és Zala vármegyékben). Innen 1945-ben 13 000 bukovinai székelyt a Völgységben, Tolna és Baranya vármegyékben helyeztek el, a kitelepített sváb családok házaiba és birtokaiba. 1950-ben majd 1959-ben a kapott földeket be kellett vinniük a téeszbe.
A bukovinai székelyekről Sára Sándor készített dokumentumfilmet „Sír az út előttem” címmel. Magyarországon ma saját szervezetük van, a Bukovinai Székelyek Országos Szövetsége, ami Bonyhádon székel.